# La Vela de Coro
La Vela de Coro – miasto w Wenezueli, w stanie Falcón, siedziba gminy Colina.
Według danych szacunkowych na rok 2011 liczyło 26 483 mieszkańców.